# Teoria d'espín superior
La teoria d'espín superior o la gravetat d'espín superior és un nom comú per a les teories de camp que contenen camps sense massa d'espín superior a dos. Normalment, l'espectre d'aquestes teories conté el gravitó com un camp d'espín dos sense massa, la qual cosa explica el segon nom. Els camps sense massa són camps de gauge i les teories haurien d'estar (gairebé) completament fixades per aquestes simetries d'espín superior. Se suposa que les teories d'espín superior són teories quàntiques consistents i, per aquesta raó, donen exemples de gravetat quàntica. La major part de l'interès en el tema es deu a la correspondència AdS/CFT, on hi ha diverses conjectures que relacionen les teories d'espín superior amb les teories de camp conformes feblement acoblades. És important tenir en compte que actualment només es coneixen certes parts d'aquestes teories (en particular, no es coneixen els principis d'acció estàndard) i no s'han elaborat gaires exemples en detall, excepte alguns models de joguina específics (com ara l'extensió d'espín més alt de les teories pures de Chern-Simons, Jackiw-Teitelboim, autodual (quiral) i de la gravetat de Weyl).

## Camps lliures d'espin superior
L'estudi sistemàtic dels camps d'espín arbitraris sense massa va ser iniciat per Christian Fronsdal. Un camp d'espín lliure es pot representar mitjançant un camp de gauge tensorial.
{\displaystyle \delta \Phi _{\mu _{1}\mu _{2}...\mu _{s}}=\partial _{\mu _{1}}\xi _{\mu _{2}...\mu _{s}}+{\text{permutations}}}
Aquesta simetria de gauge (linealitzada) generalitza la de l'espín-u sense massa (fotó) {\displaystyle \delta A_{\mu }=\partial _{\mu }\xi } i el de l'espín dos sense massa (gravitó) {\displaystyle \delta h_{\mu \nu }=\partial _{\mu }\xi _{\nu }+\partial _{\nu }\xi _{\mu }} Fronsdal també va trobar equacions lineals de moviment i una acció quadràtica que és invariant sota les simetries anteriors. Per exemple, les equacions són
{\displaystyle \square \Phi _{\mu _{1}\mu _{2}...\mu _{s}}-\left(\partial _{\mu _{1}}\partial ^{\nu }\Phi _{\nu \mu _{2}...\mu _{s}}+{\text{ permutations}}\right)+{\frac {1}{2}}\left(\partial _{\mu _{1}}\partial _{\mu _{2}}\Phi ^{\nu }{}_{\nu \mu _{3}...\mu _{s}}+{\text{permutations}}\right)=0}
on es necessita al primer parèntesi {\displaystyle s-1} termes més per fer l'expressió simètrica i al segon parèntesi cal {\displaystyle s(s-1)/2-1} permutacions. Les equacions són invariants de gauge sempre que el camp no tingui doble traça {\displaystyle \Phi ^{\nu }{}_{\nu }{}^{\lambda }{}_{\lambda \mu _{5}...\mu _{s}}=0} i el paràmetre de gauge no té traça {\displaystyle \xi ^{\nu }{}_{\nu \mu _{3}...\mu _{s-1}}=0}.
Essencialment, el problema de l'espín superior es pot plantejar com un problema per trobar una teoria d'interacció no trivial amb almenys un camp d'espín superior sense massa (superior en aquest context normalment significa més gran que dos).
C. Hagen i L. Singh proposen una teoria per a camps massius arbitraris d'espín superior. Aquesta teoria massiva és important perquè, segons diverses conjectures, els gauges trencats espontàniament d'espíns superiors poden contenir una torre infinita de partícules massives d'espín superior a la part superior dels modes sense massa d'espíns inferiors s ≤ 2 com el gravitó, de manera similar a com es fan les teories de cordes.
La versió linealitzada de la supergravetat de spin superior dóna lloc a un camp de gravitons dual en forma de primer ordre. Curiosament, el camp de Curtright d'aquest model de gravetat dual té una simetria mixta, per tant, la teoria de la gravetat dual també pot ser massiva. També es poden obtenir les accions quirals i no quirals a partir de l'acció de Curtright manifestament covariant.

## Teoremes de no-go
Les possibles interaccions de partícules d'espín superior sense massa amb si mateixes i amb partícules d'espín baix estan (sobre)restringides pels principis bàsics de la teoria quàntica de camps com la invariància de Lorentz. Fins ara s'han obtingut molts resultats en forma de teoremes no-go.

### Espai pla
La majoria dels teoremes de no-go restringeixen les interaccions en l'espai pla.
Un dels més coneguts és el teorema de baixa energia de Weinberg que explica per què no hi ha camps macroscòpics corresponents a partícules d'espín 3 o superior. El teorema de Weinberg es pot interpretar de la manera següent: la invariància de Lorentz de la matriu S és equivalent, per a partícules sense massa, al desacoblament dels estats longitudinals. Aquest últim és equivalent a la invariància de gauge sota les simetries de gauge linealitzades anteriors. Aquestes simetries condueixen, per exemple, {\displaystyle s>2}, a "massa" lleis de conservació que trivialitzen la dispersió de manera que {\displaystyle S=1}.

### Espai Anti-de Sitter
En l'espai anti-de Sitter, alguns dels resultats sense èxit de l'espai pla encara són vàlids i alguns es modifiquen lleugerament. En particular, Fradkin i Vasiliev van demostrar que es poden acoplar de manera consistent camps d'espín superior sense massa a la gravetat en el primer ordre no trivial. El mateix resultat en l'espai pla va ser obtingut per Bengtsson, Bengtsson i Linden en el mesurador de con de llum el mateix any. La diferència entre el resultat de l'espai pla i el d'AdS és que l'acoblament gravitatori de camps d'espín superior sense massa no es pot escriure en la forma manifestament covariant en l'espai pla com a diferent del cas AdS.

## Diversos enfocaments a les teories d'espín superior
L'existència de moltes teories d'espín superior està ben justificada sobre la base de l'AdS/correspondència, però cap d'aquestes teories hipotètiques es coneix amb tot detall. La majoria dels enfocaments comuns al problema d'espín superior es descriuen a continuació.

### Gravetat quiral d'espín superior
Les teories genèriques amb camps d'espín superior sense massa es veuen obstruïdes per no-localitats, vegeu Teoremes no-go. La gravetat quiral d'espín superior és una teoria d'espín superior única amb camps sense massa que es propaguen i que no està afectada per no-localitats. És l'extensió no trivial més petita del gravitó amb camps d'espín superior sense massa en quatre dimensions. Té una acció simple en el gauge del con de llum:
{\displaystyle {\mathcal {S}}=\int \mathrm {d} ^{4}x\left[\sum _{\lambda \geq 0}\Phi _{-\lambda }\square \Phi _{\lambda }+\sum _{\lambda _{1,2,3}}{\frac {g\,{\mathrm {l_{p}} }^{\lambda _{1}+\lambda _{2}+\lambda _{3}-1}}{\Gamma (\lambda _{1}+\lambda _{2}+\lambda _{3})}}V_{\lambda _{1},\lambda _{2},\lambda _{3}}\Phi _{\lambda _{1}}\Phi _{\lambda _{2}}\Phi _{\lambda _{3}}\right]}

### Gravetat conformal de spin superior
Les simetries habituals sense massa i d'espín superior generalitzen l'acció dels difeomorfismes linealitzats des del tensor mètric fins als camps d'espín superior. En el context de la gravetat, també es pot estar interessat en la gravetat conforme que amplia els difeomorfismes amb transformacions de Weyl. {\displaystyle g_{\mu \nu }\rightarrow \Omega ^{2}(x)g_{\mu \nu }} on {\displaystyle \Omega (x)} és una funció arbitrària. L'exemple més simple d'una gravetat conforme és en quatre dimensions
{\displaystyle {\mathcal {S}}=\int \mathrm {d} ^{4}x{\sqrt {-g}}C_{\mu \nu \lambda \rho }C^{\mu \nu \lambda \rho }}

### Dipol col·lectiu
La idea és conceptualment similar a l'enfocament de reconstrucció que acabem de descriure, però en cert sentit realitza una reconstrucció completa. Es comença amb el lliure {\displaystyle O(N)} funció de partició del model i realitza un canvi de variables passant des de la {\displaystyle O(N)} camps escalars {\displaystyle \phi ^{i}(x)}, {\displaystyle i=1,...,N} a una nova variable bilocal {\displaystyle \Psi (x,y)=\sum _{i}\phi ^{i}(x)\phi ^{i}(y)} En el límit de grans {\displaystyle N} Aquest canvi de variables està ben definit, però té un jacobià no trivial. La mateixa funció de partició es pot reescriure com una integral de camí sobre bilocals {\displaystyle \Psi (x,y)} També es pot demostrar que en l'aproximació lliure les variables bilocals descriuen camps lliures sense massa de tots els espíns {\displaystyle s=0,1,2,3,....} en l'espai anti-de Sitter. Per tant, l'acció en termes del bilocal {\displaystyle \Psi (x,y)} és un candidat per a l'acció d'una teoria d'espín superior

### Flux RG hologràfic
La idea és que les equacions del grup de renormalització exacta es puguin reinterpretar com a equacions de moviment amb l'escala d'energia RG fent el paper de la coordenada radial a l'espai anti-de Sitter. Aquesta idea es pot aplicar als duals conjecturals de les teories d'espín superior, per exemple, al lliure {\displaystyle O(N)} model.

### Procediment de Noether
El procediment de Noether és un mètode pertorbatiu canònic per introduir interaccions. Es comença amb una suma d'accions lliures (quadràtiques). {\displaystyle S_{2}} i simetries de gauge linealitzades {\displaystyle \delta _{0}}, que vénen donades pel lagrangià de Fronsdal i per les transformacions de gauge anteriors. La idea és afegir totes les correccions possibles que siguin cúbiques en els camps {\displaystyle S_{3}} i, alhora, permeten deformacions dependents del camp {\displaystyle \delta _{1}} de les transformacions de gauge. Aleshores, cal que l'acció completa sigui invariant de gauge
{\displaystyle 0=\delta S=\delta _{0}S_{2}+\delta _{0}S_{3}+\delta _{1}S_{2}+...}

### Reconstrucció
La correspondència AdS/CFT de spin superior es pot utilitzar en ordre invers: es pot intentar construir els vèrtexs d'interacció de la teoria de spin superior de manera que reprodueixin les funcions de correlació d'un dual CFT conjectural determinat. Aquest enfocament aprofita el fet que la cinemàtica de les teories AdS és, fins a cert punt, equivalent a la cinemàtica de les teories de camp conformes en una dimensió inferior: es té exactament el mateix nombre d'estructures independents a banda i banda. En particular, la part cúbica de l'acció de la teoria de spin superior de tipus A es va trobar invertint les funcions de tres punts dels corrents de spin superior en la CFT escalar lliure. També s'han reconstruït alguns vèrtexs quàrtics.

### Tres dimensions i Chern-Simons
En tres dimensions, ni la gravetat ni els camps d'espín superior sense massa tenen graus de llibertat propagadors. Se sap que l'acció d'Einstein-Hilbert amb constant cosmològica negativa es pot reescriure en la forma de Chern-Simons per a {\displaystyle SL(2,\mathbb {R} )\oplus SL(2,\mathbb {R} )}
{\displaystyle S=S_{CS}(A)-S_{CS}({\bar {A}})\qquad \qquad S_{CS}(A)={\frac {k}{4\pi }}\int \mathrm {tr} (A\wedge dA+{\frac {2}{3}}A\wedge A\wedge A)\,,}

### Equacions de Vasiliev
Les equacions de Vasiliev són equacions no lineals formalment consistents i invariants de gauge, la linealització de les quals sobre una solució de buit específica descriu camps lliures sense massa d'espín superior en un espai anti-de Sitter. Les equacions de Vasiliev són equacions clàssiques i no es coneix cap lagrangià que comenci amb un lagrangià canònic de dues derivades de Fronsdal i es completi amb termes d'interacció. Hi ha diverses variacions de les equacions de Vasiliev que funcionen en tres, quatre i un nombre arbitrari de dimensions espai-temps. Les equacions de Vasiliev admeten extensions supersimètriques amb qualsevol nombre de supersimetries i permeten gauges de Yang-Mills. Les equacions de Vasiliev són independents del fons, i la solució exacta més simple és l'espai anti-de Sitter. Tanmateix, la localitat no ha estat una suposició utilitzada en la derivació i, per aquesta raó, alguns dels resultats obtinguts de les equacions són inconsistents amb les teories d'espín superior i la dualitat AdS/CFT. Els problemes de localitat encara s'han d'aclarir.

## Correspondència AdS/CFT de spin superior
Les teories d'espín superior són d'interès com a models de correspondència AdS/CFT.

### Conjectura de Klebanov-Poliakov
El 2002, Klebanov i Polyakov van proposar una conjectura que la llibertat i la crítica {\displaystyle O(N)} Els models vectorials, com a teories de camp conformes en tres dimensions, haurien de ser duals a una teoria en un espai anti-de Sitter de quatre dimensions amb un nombre infinit de camps de gauge d'espín superior sense massa. Aquesta conjectura es va ampliar i generalitzar encara més a models de Gross-Neveu i supersimètrics. L'extensió més general és a una classe de teories de la matèria de Chern-Simons.

### Conjectura de Gaberdiel-Gopakumar
La conjectura proposada per Gaberdiel i Gopakumar és una extensió de la conjectura de Klebanov-Polyakov a {\displaystyle AdS_{3}/CFT^{2}} Afirma que el {\displaystyle W_{N}} models mínims en els grans {\displaystyle N} El límit hauria de ser dual per a teories amb camps d'espín superior sense massa i dos camps escalars. Els camps d'espín superior sense massa no es propaguen en tres dimensions, però es poden descriure, com s'ha comentat anteriorment, mitjançant l'acció de Chern-Simons. Tanmateix, no se sap si s'estén aquesta acció per incloure els camps de matèria requerits per la dualitat.